# جيبرز كريبرز 2 (فلم)
جيبرز كريبرز 2 (بالإنجليزية: Jeepers Creepers 2) هو فيلم رعب أمريكي تم إنتاجه عام 2003. كتبه وأخرجه فيكتور سالفا، وزع من قبل يونايتد آرتيست ومترو غولدوين ماير. الفيلم هو تكملة لجيبرز كريبرز الذي انتج عام 2001. انتج الفيلم الكاتب فرانسيس فورد كوبولا
تم إصدار فيلم جيبرز كريبرز 3 والذي حصل على إيرادات محدودة في السينما عام 2017، حيث صدر الجزء الثالث بعد 14 عاما من الجزء الثاني.

## القصة
حافلة مدرسة ثانوية تتقطع بها السبل وتتوه في الصحراء؛ ويكون في الحافلة لاعبي فريق لكرة السلة ومدربيهم وفرقة للتشجيع. يصبح عليهم الدفاع عن أنفسهم ضد الوحش الزاحف (الكريبر)؛ وهو وحش ضخم يظهر على الأرض كل ثلاثة وعشرين عاما ليتغذى على اللحم البشري. ويتخلص منهم الوحش واحدا تلو الآخر. وبعدها يجدون مزارع وابنه فيكونوا على علم كبير بأصل الوحش ويريدان التصدي بنفسيهما لهذا الوحش والتخلص منه.

## بطولة
تمثيل:
- جوناثان بريك بدور (الزاحف/الكريبر)
- راي وايس بدور (جاك تاجارت، الأب)
- لوك إدواردز بدور (جاك «جاكي» تاجارت، الابن)
- غاريكاي موتامبيروا بدور (ديوندر ديفيس)
- نيكي أيكوكس بدور (مينكسي هايز)
- إريك نينينغر بدور (سكوت «سكوتي» برادوك)
- ترافيس شيفنر بدور (إيزي بوهن)
- ماريه دلفينو بدور (ترويت)
- بيلي آرون براون بدور (اندي «بوكي» باك)
- لينا كاردويل بدور (مزارع تشيلسي)
- جوش هاموند بدور (جيك سبنسر)
- أل سانتوس بدور (دانتي بيلاسكو)
- كاسان الجزار بدور (كيمبل «بيج K» وارد)
- درو تايلر بيل بدور (جوني يونغ'يونغ)
- ديان ديلانو بدور (سائق حافلة بيتي بورمان)
- ثوم غوسوم، الابن بدور (مدرب تشارلي حنا)
- توم تارانتيني بدور (مدرب دواين بارنز)
- شون فليمينغ بدور (بيلي تاجارت)
- جوستين لونغ بدور (داريوس «داري» جينر (كاميو))

## وصلات خارجية
- الموقع الرسمي
- مقالات تستعمل روابط فنية بلا صلة مع ويكي بيانات
- ّجيبرز كريبرز 2 على قاعدة بيانات الأفلام العربية